# Championnat du Liberia féminin de football
Le championnat du Liberia de football féminin est une compétition de football féminin créée en 2001.

## Palmarès
| Saison | Champion                                                    |
| ------ | ----------------------------------------------------------- |
| 2001   | Earth Angels                                                |
| 2002   | Tito United                                                 |
| 2003   | inconnu                                                     |
| 2004   | Earth Angels                                                |
| 2005   | Tito United                                                 |
| 2006   | Earth Angels                                                |
| 2007   | inconnu                                                     |
| 2008   | inconnu                                                     |
| 2009   | Earth Angels                                                |
| 2010   | inconnu                                                     |
| 2011   | inconnu                                                     |
| 2012   | Earth Angels                                                |
| 2013   | Blanco FC                                                   |
| 2014   | Earth Angels                                                |
| 2015   | non organisé                                                |
| 2016   | Senior Pro FC                                               |
| 2017   | inconnu                                                     |
| 2018   | Earth Angels                                                |
| 2019   | Earth Angels                                                |
| 2020   | Compétition abandonnée en raison de la pandémie de Covid-19 |
| 2021   | Determine Girls                                             |
| 2022   | Determine Girls                                             |
| 2023   | Determine Girls                                             |
| 2024   | Determine Girls                                             |
| 2025   | Determine Girls                                             |